# Willem Cunningham

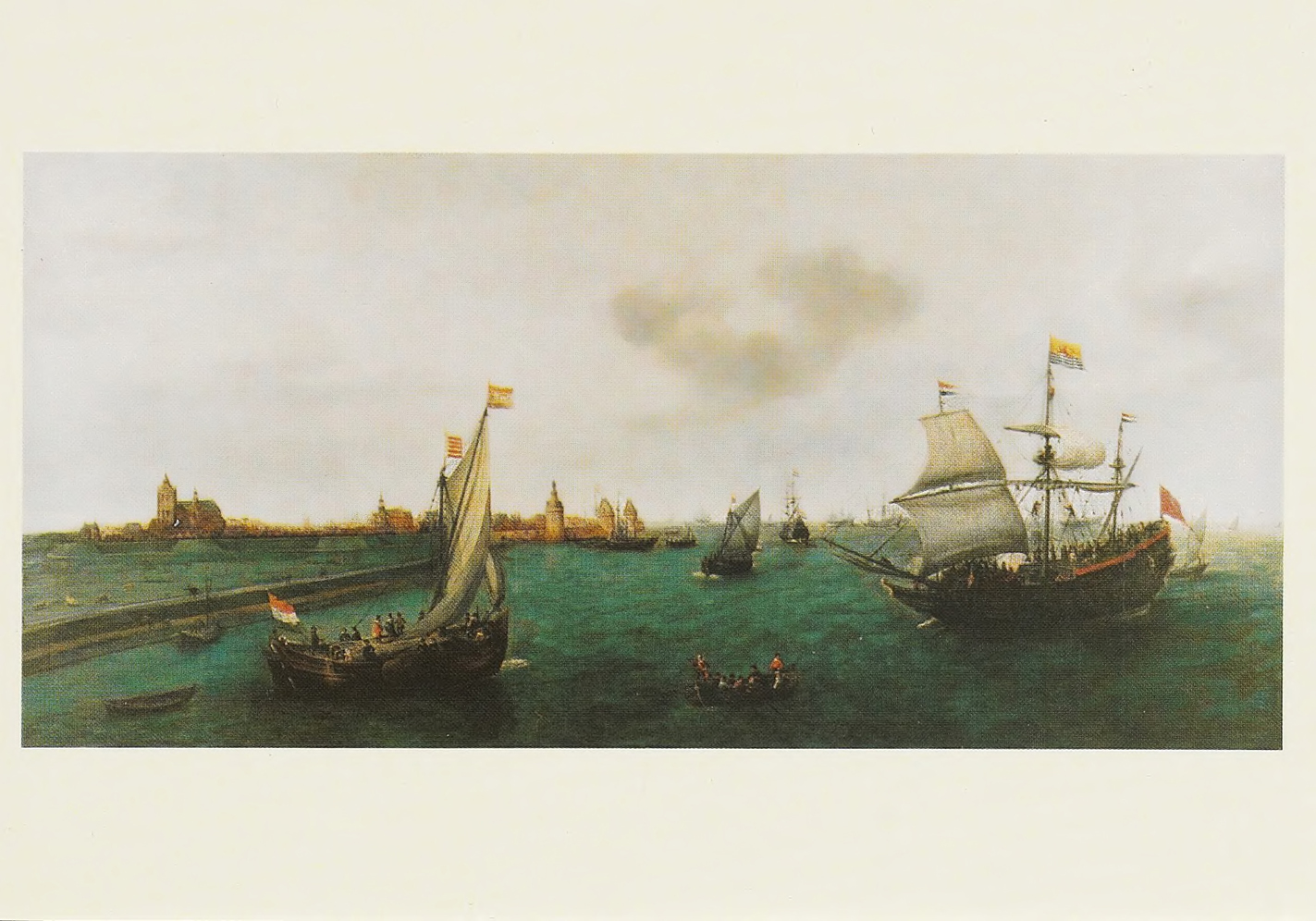
Schepen op de rede van Veere rond 1630.

Willem Cunningham (Veere, 10 mei 1592 – Siam, 14 augustus 1628) was een koopman in dienst van de VOC en de WIC.
Willem Cunningham behoorde tot de Schotse gemeenschap in Veere, dat sinds de 15e eeuw een handelsrelatie met Schotland had. De Schotten hadden in Veere de stapelmarkt gevestigd voor hun exportproducten, met name wol, maar ook zalm, boter en huiden. Willems vader Thomas Cunningham, geboren in Dumfries, kwam in 1579 naar de Nederlanden en diende als soldaat in het Schotse regiment van Willem van Oranje. In 1581 werd hij koopman in Veere en klom op tot 'vice-Conservator' van de Privileges of the Scottish Nation, in Veere de 'Schotse Stapel' genoemd.

## Voor de VOC in Siam

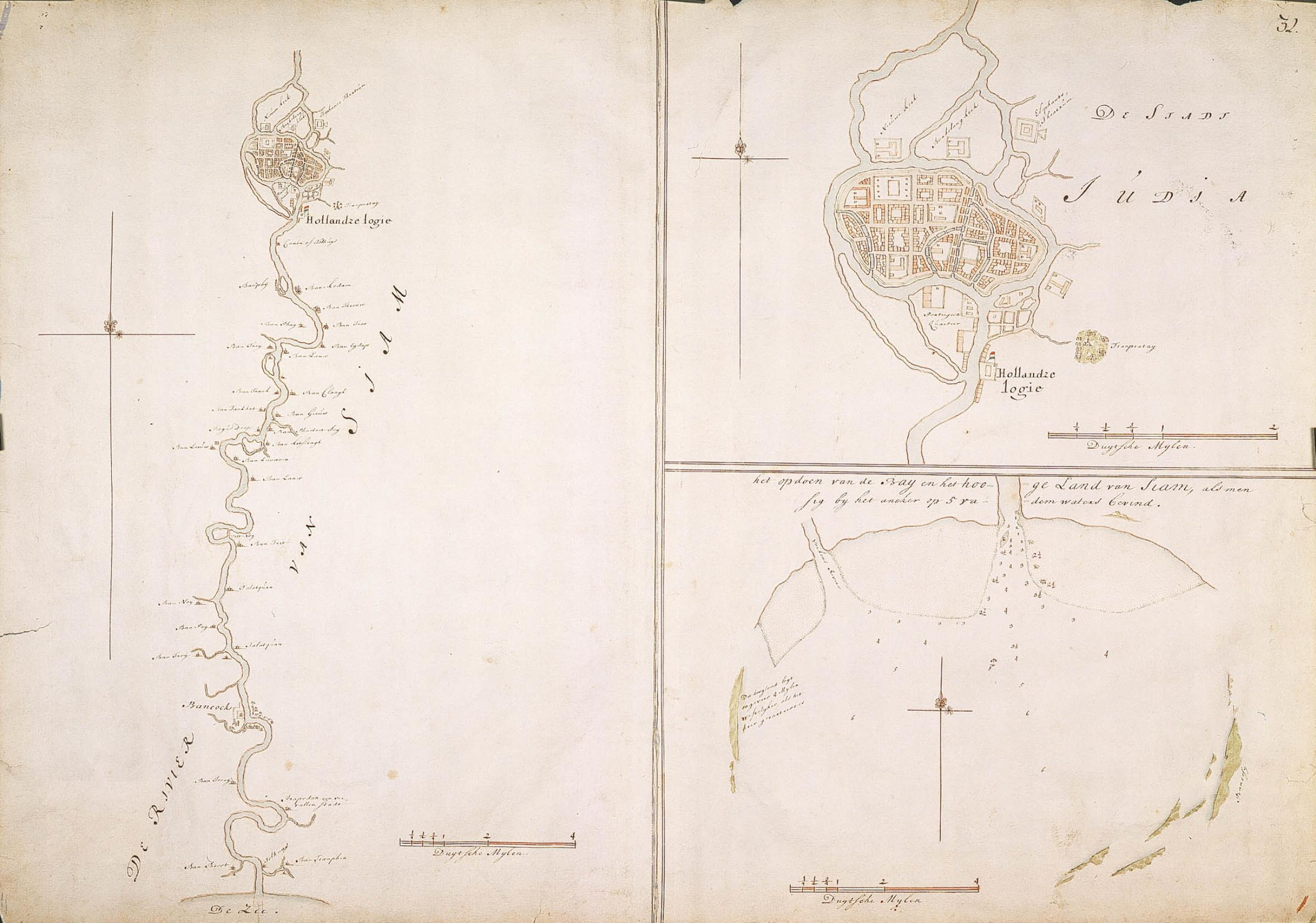
Ayutthaya rond 1700. De Stad Judia met de Hollandsche Logie.

Willem was de derde zoon van Thomas en diens tweede vrouw Fransijnken Borselaers. Ondanks goede vooruitzichten op een loopbaan bij de Schotse Stapel nam hij in 1612 dienst bij de VOC en reisde naar Indië. Na aankomst in Bantam werd hij doorgezonden naar de factorij in Patani, waar hij onderkoopman werd onder het opperhoofd Hendrik Janssen. Van daar verhuisde hij naar het nieuwe kantoor in Ayutthaya in Siam. Dat kantoor viel in eerste instantie onder dat van Patani maar werd onder Cornelis van Nijenrode zelfstandig. In Ayutthaya werden herten- en roggenvellen en sappanhout (Biancaea sappan) ingekocht. Deze producten werden in Japan geruild voor zilver, waarmee in de Indische archipel specerijen werden gekocht voor de verkoop in Europa. Cunningham maakte in Ayutthaya snel carrière en bracht het tot opperkoopman. In 1617 trouwde hij met een Siamese vrouw en kreeg een dochter, Fransijna. Toen in 1620 Van Nijenrode om ontslag vroeg werd 'Cunningen' door Janssens opvolger Gerrit Druyff aanbevolen om hem op te volgen. Hij was toen echter al vertrokken naar de dat jaar gestichte factorij in Cambodja om daar opperhoofd te worden. Hij kwam daar in november aan. De factorij bevond zich in de buurt van Phnom Penh, van waaruit handel gedreven kon worden met de 'Lauwen' en 'Lanhangers' of 'Langhjanders' in het binnenland (de inwoners van Laos en Lan Xang). Behalve hertenvellen, sappanhout, ivoor, cardamom en 'benjuyn' (benzoë), hoopte men er ook rijst te kunnen kopen voor het pas gestichte Batavia. De koning van Cambodja, Chey Chettha II, was blij met de factorij en had de VOC tolvrije handel vergund. Hij maakte echter bezwaar tegen Cunninghams benoeming aangezien hij uit Siam kwam, waar hij een slechte relatie mee had. Cunningham vertrok toen weer naar Patani.
In 1621 besloot de Raad van Indië in Batavia om de kantoren in Patani, Ayutthaya en Cambodja te sluiten vanwege bezuinigingen en om zoveel mogelijk handel naar Batavia te trekken. In september ging ook Cunningham naar Batavia. Hij bleef daar echter niet lang. In september ging hij nog als gezant naar Bantam, maar in 1622 vroeg hij om repatriëring en keerde in 1623 terug naar Nederland.

## Voor de WIC naar de Goudkust

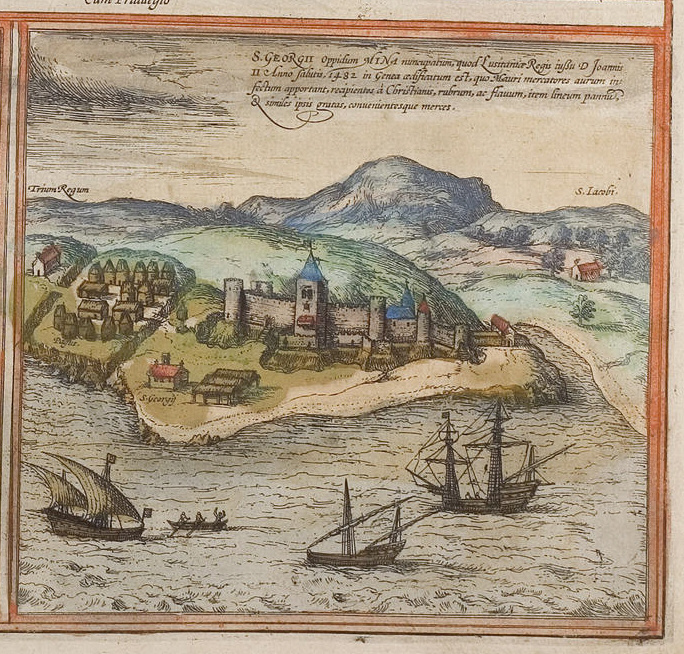
Fort Elmina rond 1572.

Terug in Veere werd Cunningham in oktober 1624 aangenomen bij de WIC, en als schipper en opperkoopman van de Neptunus benoemd. Dit kleine schip, met 35 bemanningsleden en enkele tientallen soldaten, was onderdeel van een Zeeuws eskader dat deelnam aan de tweede fase van het Groot Desseyn: een aanval op de Spaanse en Portugese bezittingen in Zuid-Amerika en Afrika.
Cunningham vertrok in maart 1625, maar hij miste de aansluiting met de hoofdvloot van Boudewijn Hendricksz naar Brazilië. Bij het Engelse Wight ontmoette hij wel twee andere vertraagde schepen: de Hollantsche Tuyn en de Orangienboom onder Jan Dircksz. Lam. Lam en Cunningham kenden elkaar waarschijnlijk want ze waren tegelijkertijd in het toen nog kleine Batavia. Lam had opdracht om na de tocht naar Brazilië het Portugese Fort Elmina aan de Goudkust te veroveren. Na nog meer vertraging als gevolg van tegenwind bereikten de schepen Kaapverdië. Vanwege veel zieken en sterfgevallen besloot de scheepsraad, waar Cunningham deel van uitmaakte, om in plaats van achter Hendricksz aan te varen eerst naar Sierra Leone te gaan om levensmiddelen en vers water in te nemen. Eind juni daar aangekomen werden de zieken aan land gebracht om te herstellen. De lekke Hollantsche Tuyn werd gerepareerd. Op 23 augustus verschenen er plotseling 12 schepen van de vloot van Hendricksz onder Andries Veron, die van Brazilië alweer op weg waren naar de Goudkust. Het scheen 'bijcans een miracquel te wesen', schreef Cunningham over deze ontmoeting.

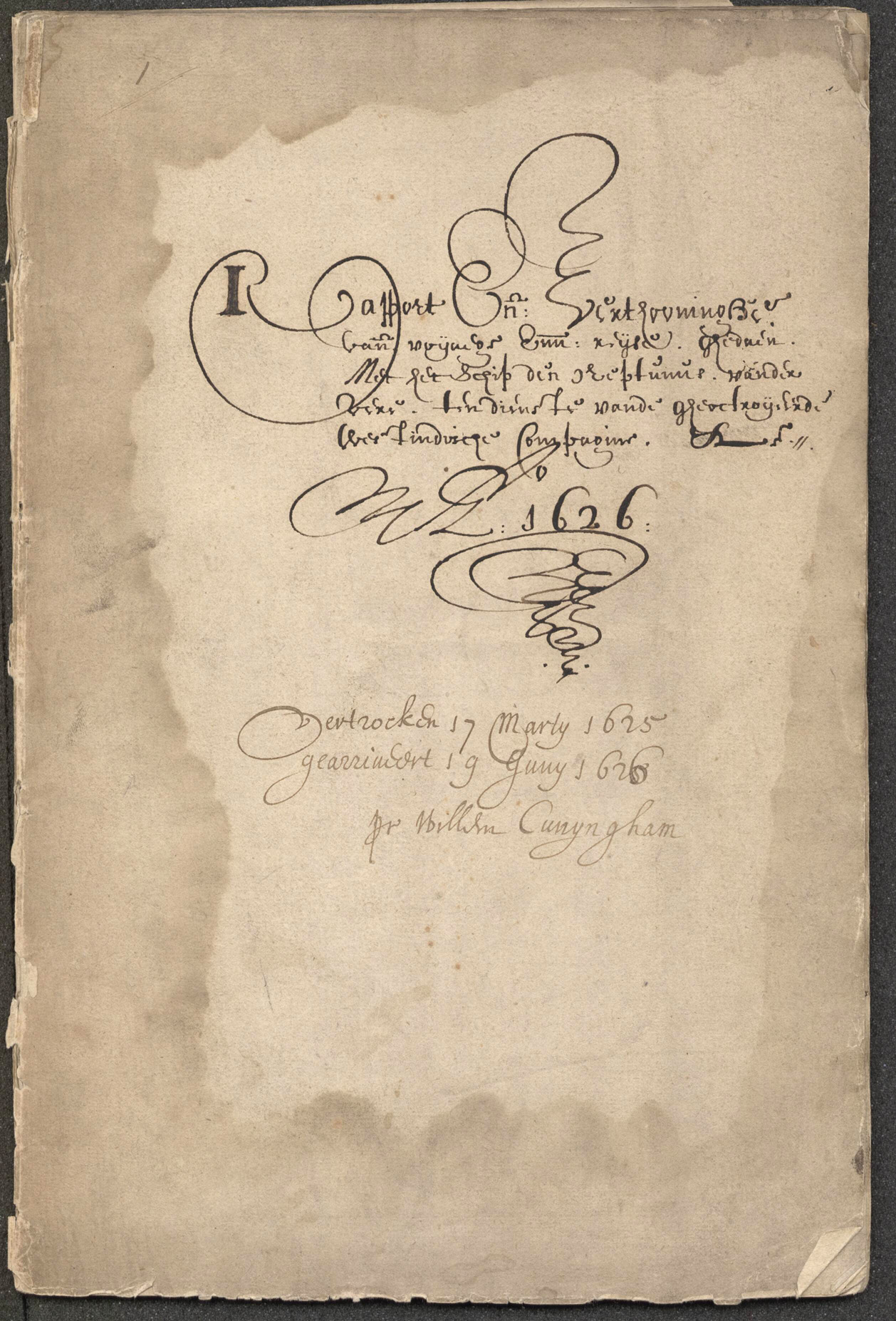
Titelpagina van het rapport van Willem Cunningham van de reis van de Neptunus.

De 15 schepen arriveerden in oktober bij Fort Elmina. De aanval op het fort verliep echter rampzalig. Een bombardement vanaf de schepen had weinig effect, en de aan land gezette troepen onder Veron werden na een lange mars langs de kust op 26 oktober overvallen door Afrikaanse bondgenoten van de Portugezen, waarna ze zich met grote verliezen moesten terugtrekken. Ook Veron sneuvelde. Cunningham was met de Neptunus verantwoordelijk voor de proviandering van de troepen aan land dus nam geen deel aan de strijd. Vanaf zijn schip zag hij dat er ‘ontrent 450 persoonen in den tijt van een halff uur doot gheslaegen' waren. Volgens hem had Lam de fout gemaakt de koning van Groot Komenda, ‘een groot vriend van ons’, niet om hulp te vragen.
Na de mislukte aanval op Elmina voer de vloot naar Brazilië om nog te proberen daar Spaanse en Portugese koopvaarders buit te maken, maar die werden niet gevonden. Op 26 juni 1626 was Cunningham weer terug in Zeeland. Hij schreef daarna een rapport van zijn reis dat bewaard is gebleven.

## Terug naar Siam
Cunningham bracht hierna korte tijd door in Veere, maar vertrok eind 1626 of begin 1627 weer voor de VOC naar Batavia. Of zijn vrouw en kind daar waren of in Siam is niet bekend. Van Batavia ging hij op 26 juli 1628 met twee schepen op weg naar Siam. Onderweg of na aankomst daar stierf hij. Volgens een genealogie opgesteld door zijn jongere halfbroer Thomas was dat op 14 augustus 1628. Hij was toen 36.